# Katharinenkapelle (Külsheim)
Die Katharinenkapelle in Külsheim ist eine gotische Kapelle, die zwischen 1439 und 1444 erbaut wurde.

## Geschichte
Die im 15. Jahrhundert errichtete Katharinenkapelle wurde vom Domherrn Georg Birser, der aus Külsheim stammte, gestiftet. Er stand als Kanzler bei den Wittelsbacher Herrschern seiner Zeit in Diensten. Die Kapelle ist der frühchristlichen Märtyrerin Katharina geweiht. Am Sonntag vor Mariä Geburt im Jahr 1444 hat der Weihbischof Herrmann die fertige Kapelle zu Ehren der heiligen Katharina eingeweiht.
2014/15 wurde die Kapelle generalsaniert.

## Urkunde
Georg Birser war außerdem Stiftsherr der St. Johann in Regensburg. So belegt es eine Urkunde im Pfarrarchiv.
In der Urkunde heißt es: 
„Ich, Johannes Mantel, Rektor der Pfarrkirche zu Külsheim“ (St. Martin) „in der Mainzer Diözese, tue kund den Gegenwärtigen, wie der in Christus ehrwürdige Georg Birser, Kanzler des Herzogs Heinrich, entflammt vom Eifer brennender Frömmigkeit, eine Kapelle zu Ehren der heiligen Jungfrau und Märtyrerin Katharina in der Stadt Külsheim zur Vermehrung des göttlichen Kultes neu zu errichten und mit einem Fond zu beschenken und damit anzufangen beabsichtigt.“ 

## Kapellenbau und Ausstattung
Die Katharinenkapelle wurde im gotischen Baustil errichtet.
Im Kapelleninneren befinden sich drei Altäre: Ein Marienaltar, ein Muttergottesaltar und ein Sebastianusaltar. Der Chorraum verfügt über wertvolle Fresken, die das Leben der Hl. Katharina von Alexandrien darstellen. Der Altarraum ist mit dem Altarschrein der Hl. Drei Könige geziert. Die Fenster vervollständigen das Kleinod. Ein Külsheimer Bildhauer schuf die Katharinenfigur über dem Eingang.
Über der Eingangstür befindet sich die Statue der Hl. Katharina von Alexandrien des bekannten aus Külsheim stammenden Bildhauers Julius Seitz, welche Katharina mit Buch, gebrochenem Rad und Schwert darstellt. Sie zählt zu den 14 Nothelfern, die im fränkischen Raum immer noch verehrt werden und sie gehört daher auch zu den drei heiligen Jungfrauen.